# Taipei
Taipei (trad. kinesisk: 臺北市, forenklet kinesisk: 台北市, pinyin: táibĕi shì) er Republikken Kinas hovedstad og Taiwans største by med 2.603.150(2020) indbyggere. Byen er kendt for bygningen Taipei 101.